# (4657) Lopez
(4657) Lopez (1979 SU9) – planetoida z pasa głównego asteroid okrążająca Słońce w ciągu 5,48 lat w średniej odległości 3,11 j.a. Odkryta 22 września 1979 roku.